# 皮茨菲爾德特設鎮區 (密歇根州)
皮茨菲爾德特設鎮區（英語：Pittsfield Charter Township）是位於美國密歇根州沃什特瑙縣的一個特設鎮區。

## 地方資料
皮茨菲爾德特設鎮區的面積為70.78平方千米，當中陸地面積為70.60平方千米，而水域面積為0.18平方千米。根據2020年美國人口普查的數據，當地共有人口39147人，而人口密度為每平方千米553.08人。